# Rubus macvaughianus
Rubus macvaughianus là loài thực vật có hoa trong họ Hoa hồng. Loài này được Rzed. & Calderón miêu tả khoa học đầu tiên năm 1989.